# Suicide Silence
Suicide Silence er et amerikansk ekstremmetal band fra Riverside, Californien, dannet i 2002. Bandet består af Hernan "Eddie" Hermida, Chris Garza, Mark Heylmun, Alex Lopez og Dan Kenny. Bandet har udgivet to EPer og to studio albums. Bandet stod uden en sanger efter Mitch Lucker's død i 2012, men den 2. oktober 2013 blev det offentliggjort, at Eddie Hermida, fra All Shall Perish er den nye forsanger for Suicide Silence. Bandet kan endelig fortsætte.

## Medlemmer
- Hernan "Eddie" Hermida – vokal (2013–nu)
- Christopher Garza – guitar
- Mark Heylmun – guitar
- Daniel Kenny – bas
- Alex Lopez – Trommer

### Tidligere medlemmer
- Mitch Lucker – vokal (2002–2012)
- Tanner Womack – vocals
- Josh Goddard – guitar
- Mike Bodkins – bass guitar

## Diskografi

### Albums
- The Cleansing (2007)
- No Time to Bleed (2009)
- The Black Crown (2011)
- You Can't Stop Me (2014)
- Suicide Silence (2017)
- Become the Hunter (2020)